# Shahed 171 Simorgh
Shahed 171 Simorgh (иногда S-171) — иранский разведывательный БПЛА с реактивным «летающим крылом» производства Shahed Aviation Industries.
Персидское слово Simorgh происходит от среднеперсидского 𐭮𐭩𐭭𐭬𐭥𐭫𐭥 sēnmurw, мифическое существо в иранской мифологии.

## Дизайн
Simorgh — точная копия RQ-170, вплоть до шасси и шин. Похоже, он построен в основном из стекловолокна. 
Иран утверждает, что он может быть вооружён боеприпасами, утверждение, которое оспаривается западными аналитиками. Был использован с боеприпасами во время совместных учений 2020 года «Зольфагар 99».

## Статус
По данным правительства США, компания, связанная с Университетом имени имама Хусейна, Paravar Pars Company, была вовлечена в обратный инжиниринг и исследования, разработку и производство Shahed 171.
Два из них находились в стадии строительства по состоянию на 2014 год. В 2014 году Иран заявил, что к марту 2015 года у них будет четыре в эксплуатации.
Беспилотник был впервые замечен в мае 2015 года и показан в полете по иранскому телевидению в октябре 2016 года. Анализ «Janes» показал, что беспилотник находился на авиабазе Кашан.
По состоянию на май 2018 года не было подтверждено оперативное использование Simorgh, и считалось, что он был заброшен.

## Операторы
Иран
- Воздушно-космические силы Корпуса стражей Исламской революции[перс.]